# Cheumatopsyche pasella
Cheumatopsyche pasella is een schietmot uit de familie Hydropsychidae. De soort komt voor in het Nearctisch gebied.